# Drei Eichen (Heidelberg)

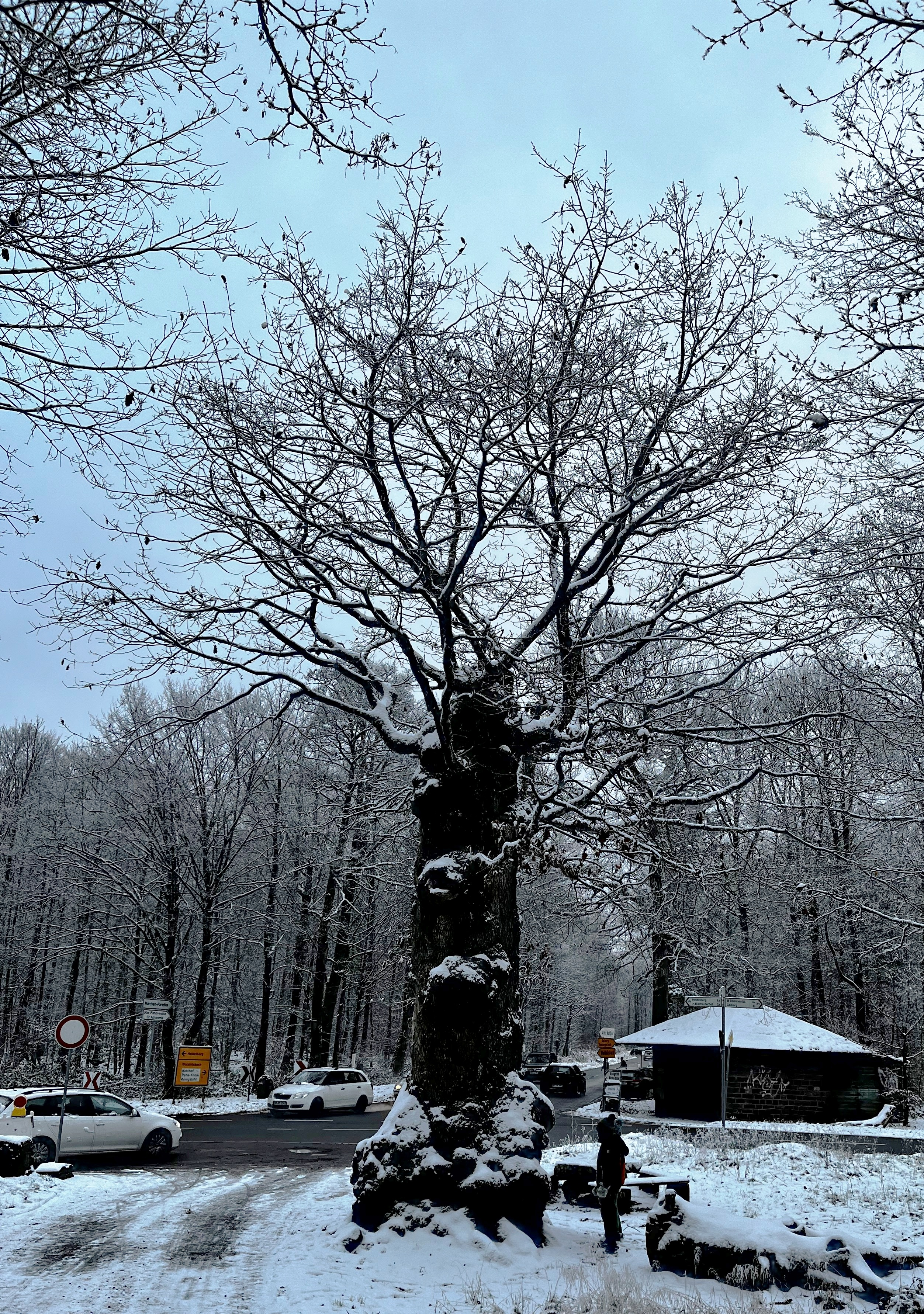
Letztes überlebendes Exemplar der „Drei Eichen“ am Gaiberger Weg (Aufn. 2022)

Der historische Treffpunkt Drei Eichen im Heidelberger Stadtwald befindet sich unmittelbar an der Verkehrsader Gaiberger Weg (K 9708) zwischen der Altstadt von Heidelberg im Norden und der Gemeinde Gaiberg im Süden. Von den im 17. Jh. gepflanzten drei Stieleichen (Quercus robur), dem Wahrzeichen für den Versammlungsplatz, steht heute nurmehr eine.

## Lage
Der vielen Heidelbergern bekannte heutige Parkplatz Drei Eichen liegt östlich über dem Stadtteil Boxberg auf dem bewaldeten Königstuhlmassiv auf 465 m ü. NHN gegenüber dem Abzweig der Straße zum Kohlhof. Die Gebirgslage ist dort im Vergleich zum Königstuhl schon etwa um hundert Höhenmeter abgefallen und erreicht einen Sattel im Rohrbacher Wald.
Die Drei Eichen sind Ausgangspunkt zahlreicher Wanderwege, die durch den Heidelberger Stadtwald führen. Dort kreuzen sich der Europäische Fernwanderweg E 8 von Heidelberg und dem Königstuhl im Norden nach Wiesloch im Süden und ein Weiß-Kreuz-Wanderweg des Odenwaldklubs von Heidelberg-Rohrbach und -Boxberg im Westen nach Gaiberg und Bammental im Südosten. In Richtung Nordosten weicht hier der Drei-Eichen-Weg ab. Er führt in seinem weiteren Verlauf unmittelbar zur Posseltslust an der Kohlhofwiese.

## Geschichte
Historische Forstkarten belegen, dass die Ortsbezeichnung „An den drei Eichen“ bereits seit über 300 Jahren existiert. Bereits in kurfürstlicher Zeit war die Stelle ein beliebter Jagdversammlungsplatz. Aber nicht nur für adelige Jagdgesellschaften waren die Drei Eichen von Bedeutung, sondern auch für die Bauern aus Gaiberg und Lingental, die über den Gaiberger Weg ihre Erzeugnisse etwa zehn Kilometer weit nach Heidelberg auf die damaligen Marktplätze in der Altstadt transportierten. Meist waren es Bauersfrauen, die zu Fuß Milch, Butter, Obst oder Pilze in Flechtkörben entweder auf dem Kopf oder auf dem Rücken trugen. Regional sehr bekannt und beliebt waren die schwarzen Kirschen aus Gaiberg. Zur Erntezeit trugen Gaiberger Frauen mindestens einmal wöchentlich die schweren Kirschenkörbe bis nach Heidelberg. Insbesondere für sie waren nach dem Aufstieg zur Passhöhe die Drei Eichen ein wichtiger Rast- und Ruheplatz. Mit „Ruhe“ bezeichnete man damals eine steinerne Bank oder einen Tisch, auf dem Lastenträger ihre schwere Fracht abstellen konnten; dank solcher Einrichtungen brauchten sie dabei keine fremde Hilfe. Eine Wiedergeburt des fußläufigen Transports erlebte der Gaiberger Weg unmittelbar nach dem Zweiten Weltkrieg. Wieder waren es Gaiberger Frauen, die über Drei Eichen nach Heidelberg auf die Schwarzmärkte pilgerten, um dort Lebensmittel gegen Dinge des alltäglichen Lebens einzutauschen.
Heute existiert von den ehemals drei Eichen nur noch ein Exemplar. Der etwa 400-jährige Baum, mit einem heutigen Stammumfang von ca. 4,5 m, ist schwer gezeichnet. Seine Krone ist abgebrochen, der Stamm teilweise hohl. Im heißen Sommer 2018 war auch sein Ende nah. Dem Engagement des zuständigen Heidelberger Forstamts ist es zu verdanken, dass sich die Stieleiche in den Jahren 2019 bis 2022 wieder erholt und eine Sekundärkrone (Reiteration) gebildet hat. Bewässerungsmaßnahmen halfen wiederholt im sehr warmen und trockenen Sommerhalbjahr 2022. Zudem wurden am gleichen Standort mehrere junge Stieleichen neu angepflanzt, damit der Platz auch künftig seinen Namen zu Recht tragen wird.

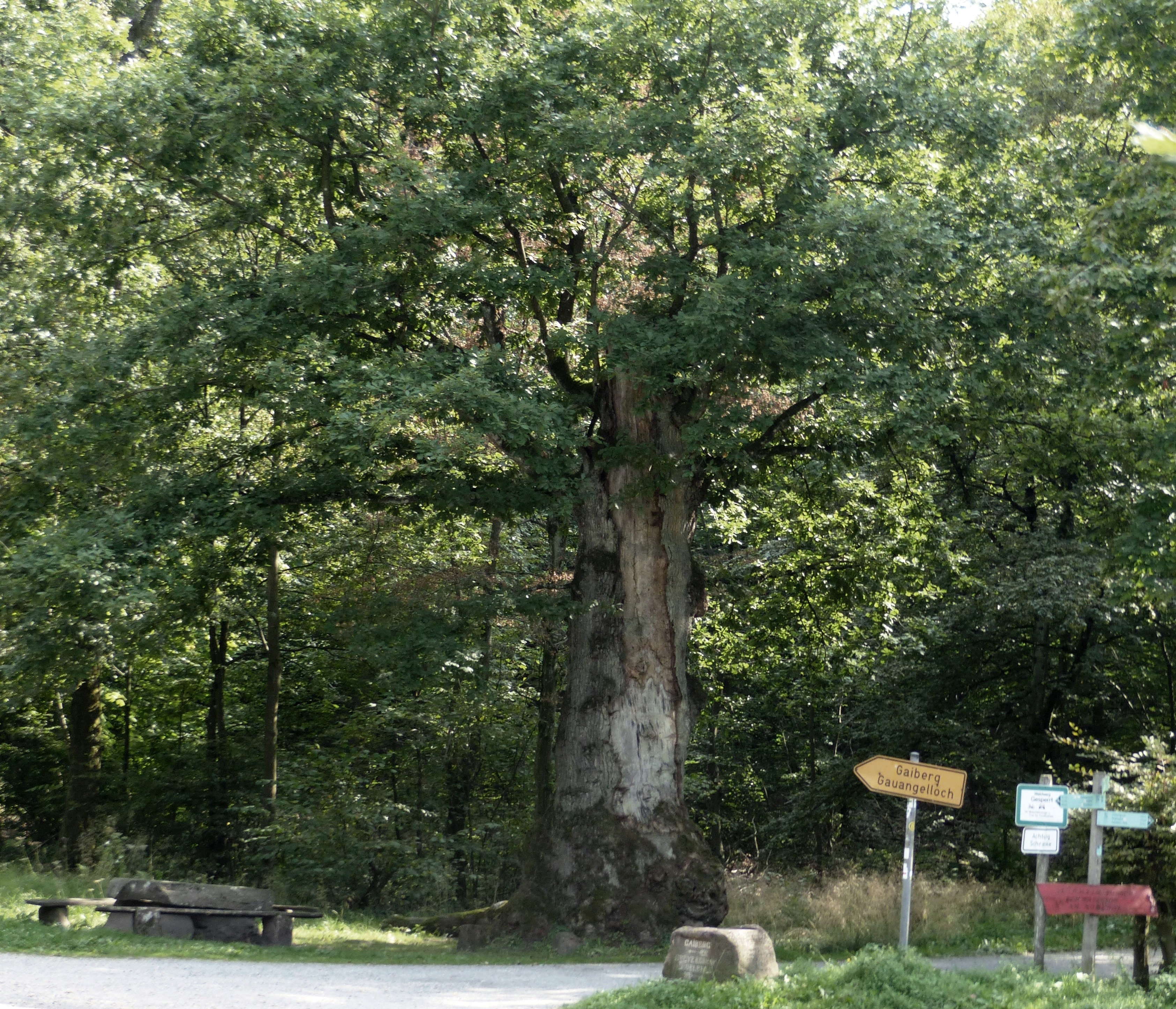
Wieder ausgetriebene historische Eiche am Gaiberger Weg (Aufn. 2019)
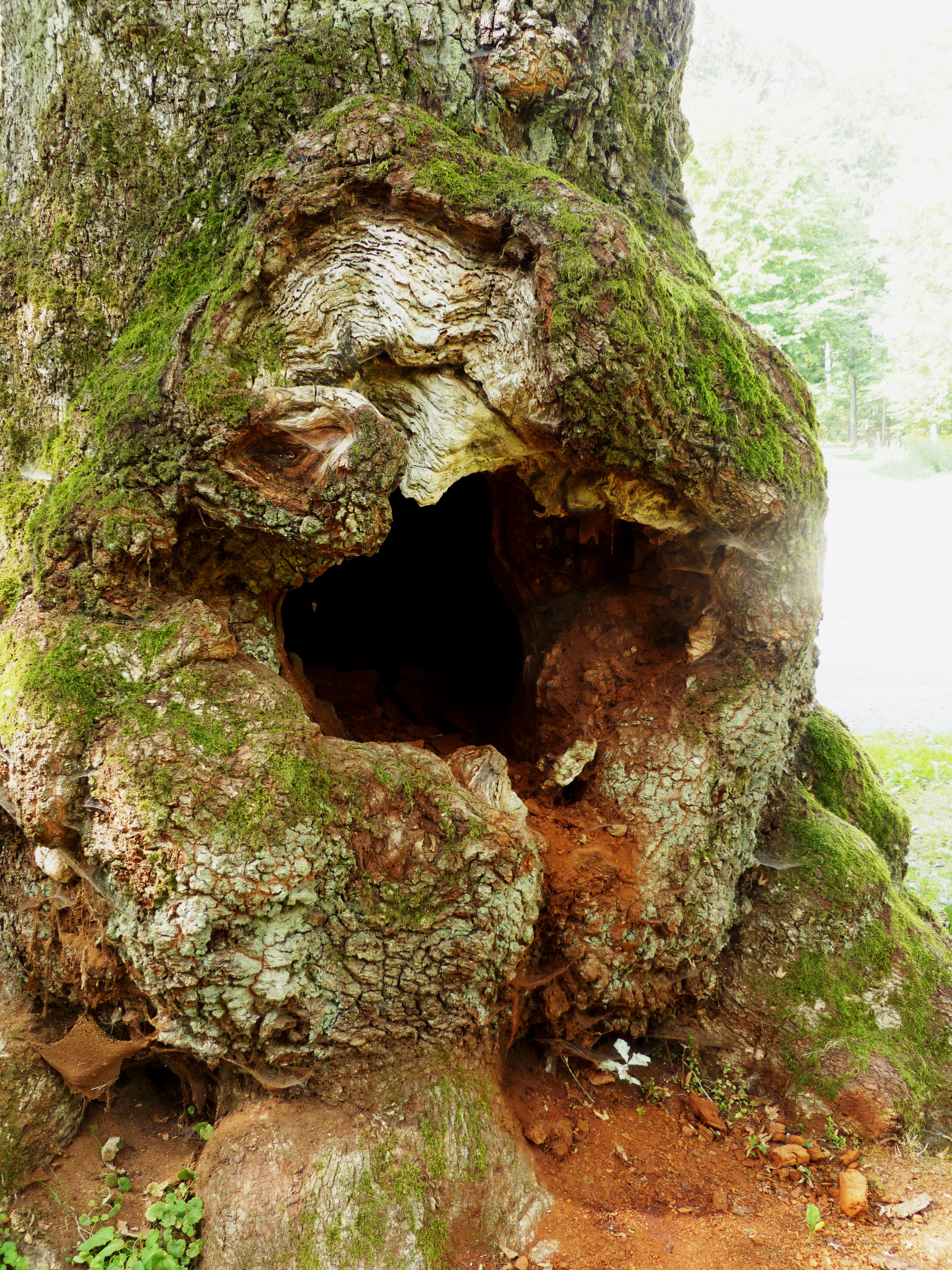
Hohle Maserknolle an der Stammbasis
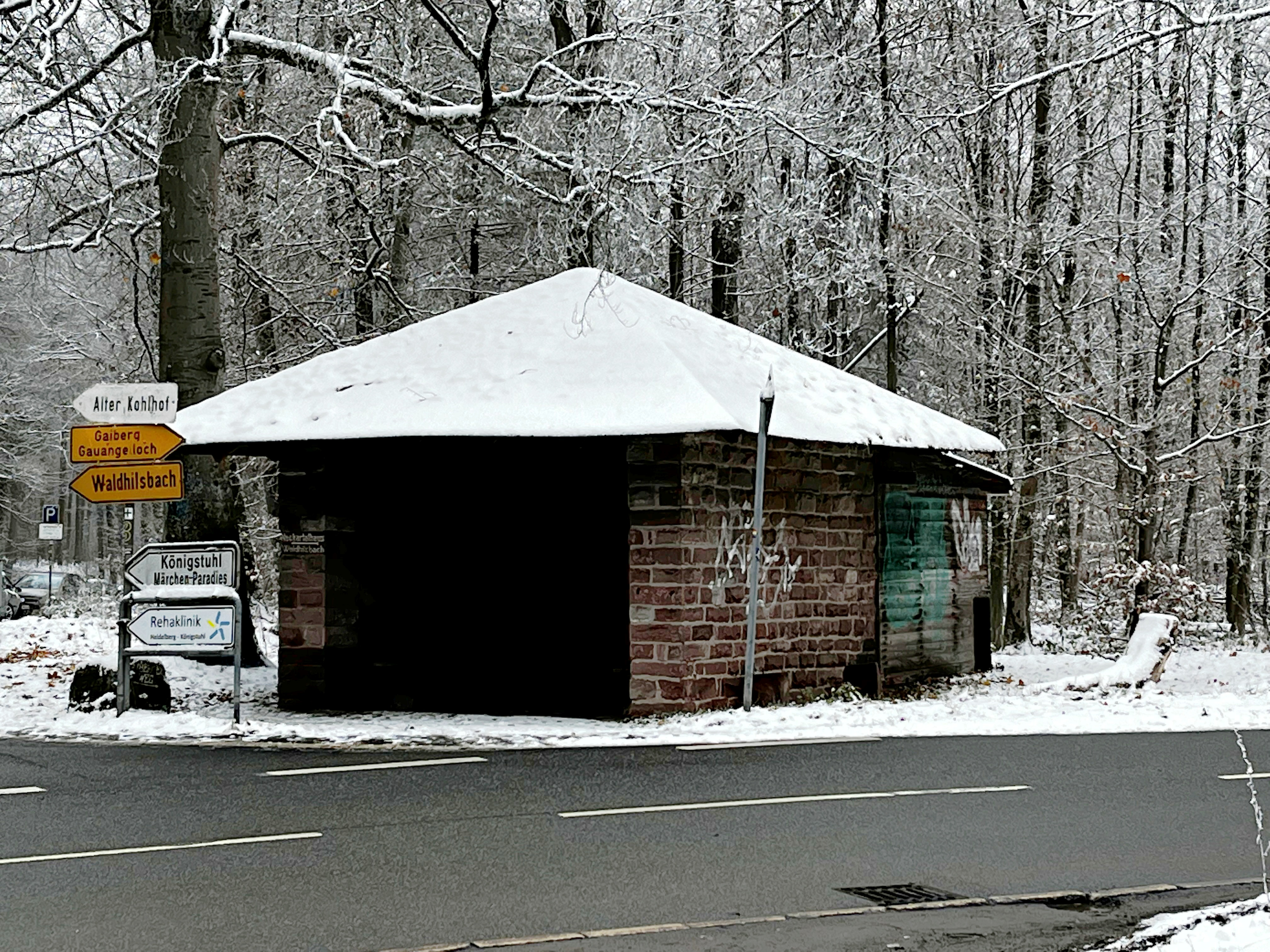
Drei-Eichen-Hütte an der K 9708
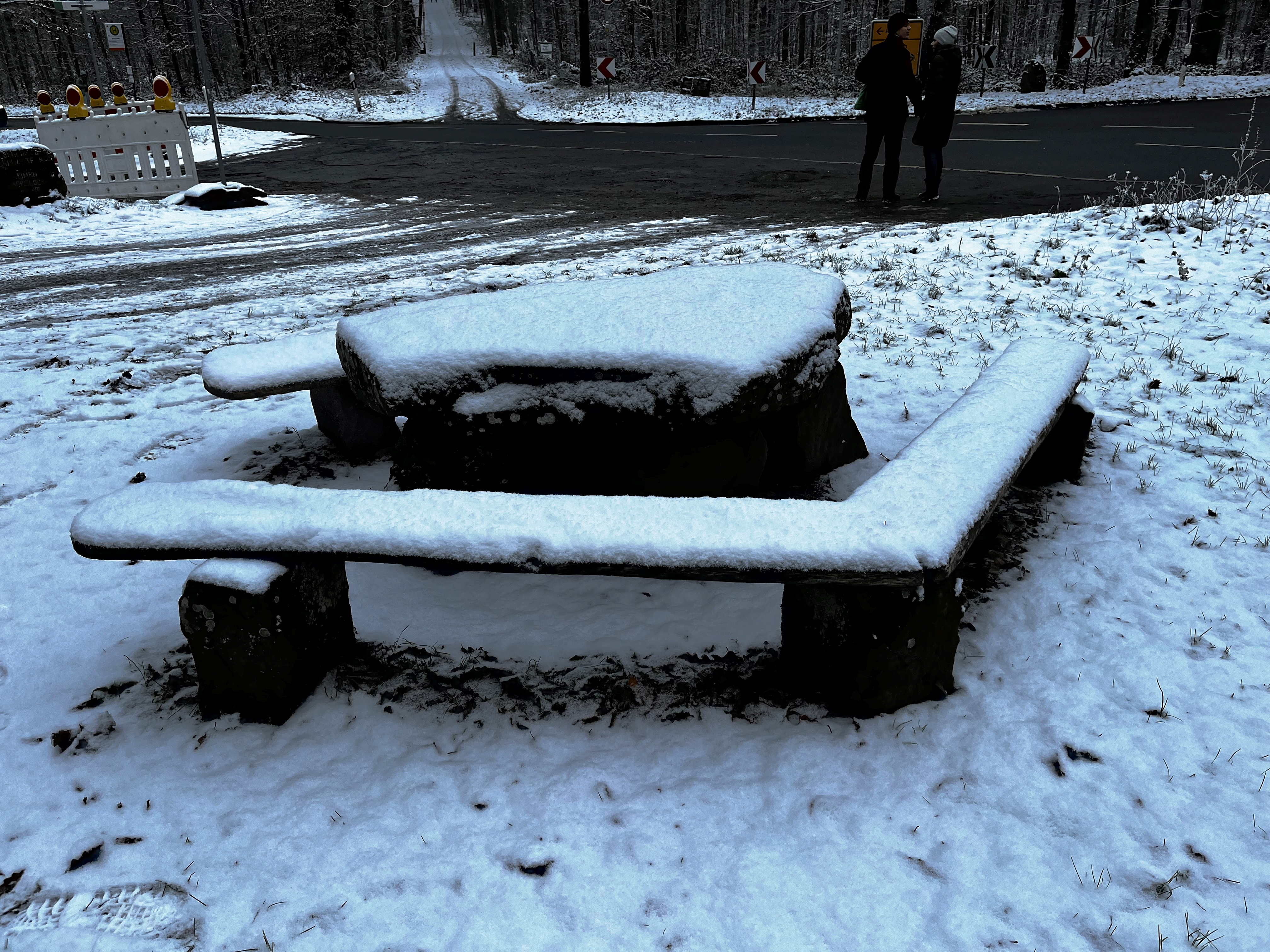
Sitzgruppe an den Drei Eichen mit Ruhebänken und einem steinernen Tisch
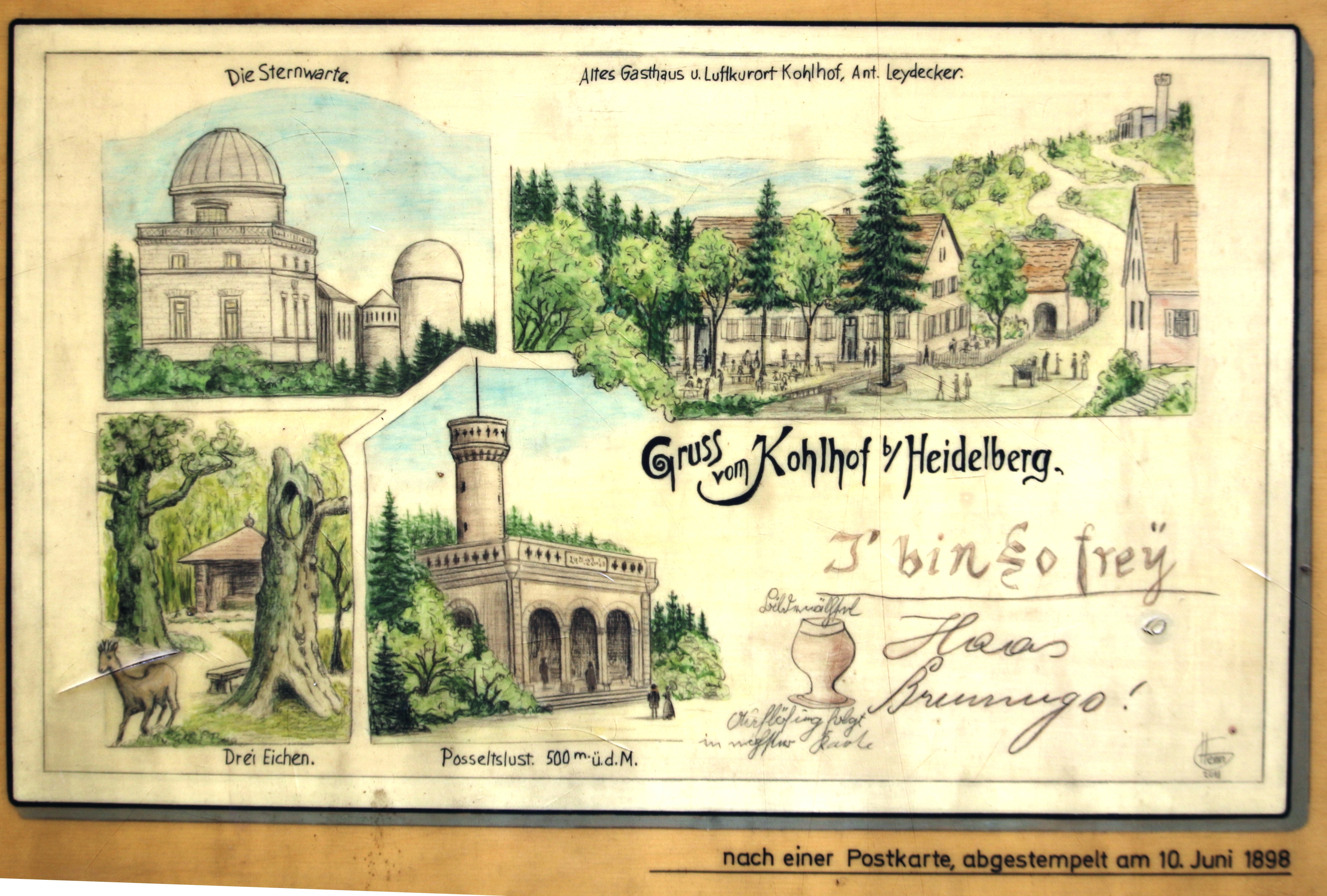
Historische Ansichtskarte von 1898

Über das Schicksal der beiden anderen Eichen ist nur wenig bekannt. Wann die erste Eiche abgestorben ist, ist nicht überliefert. Doch zeigt eine Zeichnung von 1834 bereits einen vermutlich durch Blitzeinschlag zerborstenen Baum. Ebenso eine Ansichtskarte, abgestempelt am 10. Juni 1898. Die zweite Eiche stand nach Aussage des Heidelberger Oberförsters Joseph Möchler noch bis zum Ersten Weltkrieg. Auch die letzte noch lebende Eiche hat wohl durch Blitzschlag oder Sturm ihre Krone eingebüßt. Das Umfeld der Passhöhe am Gaiberger Weg ist für seine heftigen Unwetter bekannt und gefürchtet.

## Vor Ort
Unmittelbar gegenüber der monumentalen Eiche befindet sich die Drei-Eichen-Hütte; eine aus Neckartäler Sandstein gemauerte offene Schutzhütte für Besucher und Wanderer. Zur Hütte und zum Wanderparkplatz „Drei Eichen“ verkehrt die VRN Buslinie 39 tagsüber stündlich. Ganz in der Nähe, am Oberen St. Nikolausweg, findet sich der St.-Nikolaus-Bildstock aus dem 18. Jahrhundert.
Koordinaten: 49° 22′ 47,9″ N, 8° 43′ 26,4″ O